# Медаль Премии мира
Медаль Премии мира (дат. De Blå Beretters Fredsprismedalje) — датская памятная медаль, учрежденная королевским постановлением 12 июня 1995 года. Награда введена после того, как миротворческие силы Организации Объединённых Наций получили Нобелевскую премию мира в 1988 году, с формулировкой: «как дань уважения всем, служившим в ООН, особенно мужеству и готовности к самопожертвованию всех прошлых и будущих участников миротворческих операций».
На медаль может претендовать каждый, кто участвовал в составе миротворческих сил ООН до и после 1988 года. Номинантам на медаль, служившим до 1988 года, вручается специальный зажим на ленте. На медаль не могут претендовать солдаты или полицейские, которые участвовали в вооруженных силах, не входящих в состав ООН, поскольку медаль рассматриваться как доказательство соучастия в доле в Нобелевской премии мира. На медаль можно подать заявку, если соискатель был награжден медалью ООН за миссию, в которой участвовал. Медаль вручается международной организацией ветеранов Дании «Голубые береты».

## Посмертная награда
Медаль была присуждена посмертно сержанту Клаусу Гамборгу (Claus Gamborg). Он погиб 4 августа 1995 года во время службы в ООН в Хорватии. Гамборг был награждён медалью посмертно, поскольку перед смертью подал заявку на получение медали. Она была вручена его родителям незадолго до похорон в соборе Роскилле.

## Известные лауреаты
- Генерал Ханс Йеспер Хельсё (Hans Jesper Helsø[дат.]), бывший ветеран ООН из Кипра и Боснии[6].
- Полковник в отставке и министр иностранных дел от социал-демократической партии Йенс Кристиан Лунд (Jens Christian Lund[дат.]), самый титулованный офицер Дании и бывший командир Лейб-полка принца, ветеран ООН из Кипра и Боснии.
- Майор запаса и министр обороны Сёрен Гаде награждён медалью ООН за службу в качестве наблюдателя ООН на Ближнем Востоке[7].
- Полковник Лассе Харкьер (Lasse Harkjær[дат.]), бывший командир Датской Королевской лейб-гвардии, ветеран ООН на Кипре[8].
- Капитан ВВС Ларс Хавалешка Мэдсен (Lars Hawaleschka Madsen) награждён медалью ООН за выполнение миссий в Афганистане, Ливане, Израиле и Сирии[9].